# Frank Jankowski

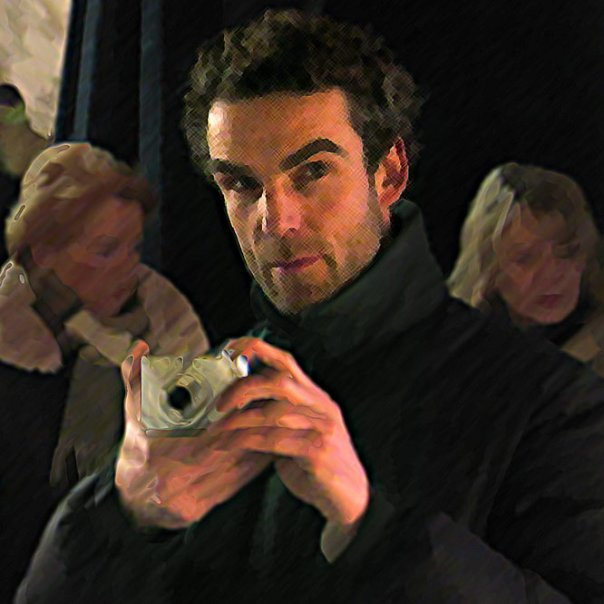
Frank Jankowski 2001

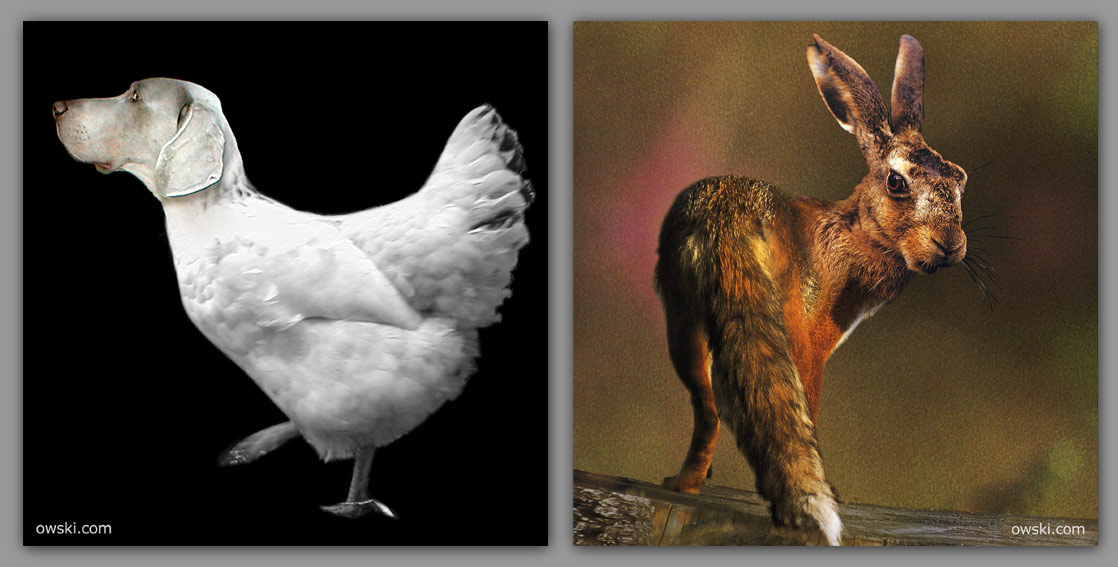
„Pechkarten“ des „Euro-Memorys“

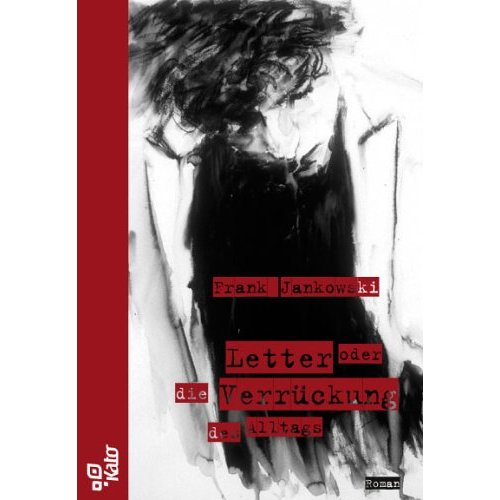
Roman „Letter...“ Cover

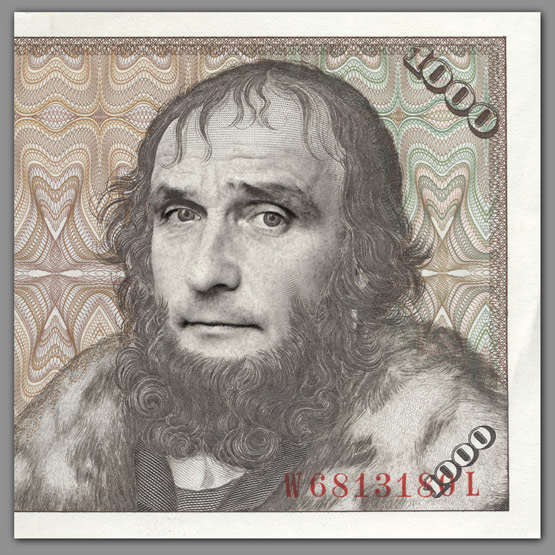
1000 Mark Montage

Frank Jankowski (* 17. August 1963 in Gifhorn), eigentlich Frank Richardt (Familienname 1967 durch Einbenennung geändert), ist ein deutscher Autor und Künstler.
Er schreibt epische und dramatische Werke, veröffentlichte Übersetzungen sowie einen Roman und gestaltete diverse Websites.
Seine Fotomontagen und Banknoten-Collagen wurden nach Aufträgen und Protektion durch Peter Raue sowie durch Ausstellungen im Museum für Kommunikation Berlin, Frankfurt/Main und Nürnberg einer breiteren Öffentlichkeit bekannt.

## Werdegang
Frank Jankowski,  Sohn einer westdeutschen Apothekerin und eines nordgriechischen Politikers,  studierte von 1986 bis 1993 Theaterwissenschaft, Politik und Russische Sprach- und Literaturwissenschaft in München und Berlin mit dem Abschluss als Magister Artium. Er besuchte u. a. mehrere Seminare bei Wolfgang Längsfeld und Günter Rohrbach. 1991 absolvierte er ein Auslandssemester Leningrad. Seit Mai 1989 studierte er in Berlin.
Von 1994 bis 1996 absolvierte er seine Dramaturgie-Hospitanz und -Assistenz am Deutschen Theater (bei Jürgen Gosch) und Maxim-Gorki-Theater (bei Oliver Reese). Im Jahr 1996 kam seine Tochter zur Welt.
1996–1999 arbeitete er für Verlage, als PR-Referent, Lektor und Übersetzer (u. a. „Hinauf zu den Sternen“ von Leonid Andrejew). Im Auftrag der Berliner Senatsverwaltung für Stadtentwicklung Aufbau und pflegte er im Jahr 2000 ein Internetportals für Marzahn-Nordwest, dadurch beschäftigte er sich intensiver mit den Neuen Medien, vor allem mit der digitalen Fotografie. Danach erfolgte die Realisierung eines Ausstellungsprojekts zur digitalen Fotografie in Europas größter Diskothek – „Fit your Image“. 2004 entwarf er das sogenannte „Euro Memory“, ein Gesellschaftsspiel als Kunstobjekt mit 100 individuellen Fotomontagen im Holzrahmen. 2004–2010 veröffentlichte Jankowski diverse Foto-Dokumentationen und Aufträge künstlerischer Arbeiten durch Peter Raue. 2007 erschien sein erster, von zahlreichen Rezensionen gelobter, Roman, „Letter oder die Verrückung des Alltags“. Von 2009 bis 2011 wurden Ausstellungen der Banknoten-Collagen in den Museen für Kommunikation Berlin, Frankfurt/Main und Nürnberg von ihm betreut und gestaltet. 2010 beschäftigte er sich mit 3D-Design im Rahmen des Projekts 3ds Max. 2011 entwarf er mehrere künstlerische Arbeiten für die neue Dependance der Kanzlei Hogan Lovells Berlin bzw. Morrison & Foerster.

Jankowski lebt und arbeitet in Berlin.

## Werke (Auswahl)
- Letter oder die Verrückung des Alltags, Berlin : Kato-Kunst-&-Verl., 2007
- Oberbayern, Köln : Hayit-Verl., 1993
- CIM-Marktübersicht: Fertigungs- und Personalleitstand mit Wolfgang Mai, Wiesbaden : Vieweg, 1992, ISBN 3-528-06466-8